# Astydamia latifolia
Astydamia latifolia là một loài thực vật có hoa trong họ Hoa tán. Loài này được (L.f.) Baill. mô tả khoa học đầu tiên năm 1879.

## Hình ảnh

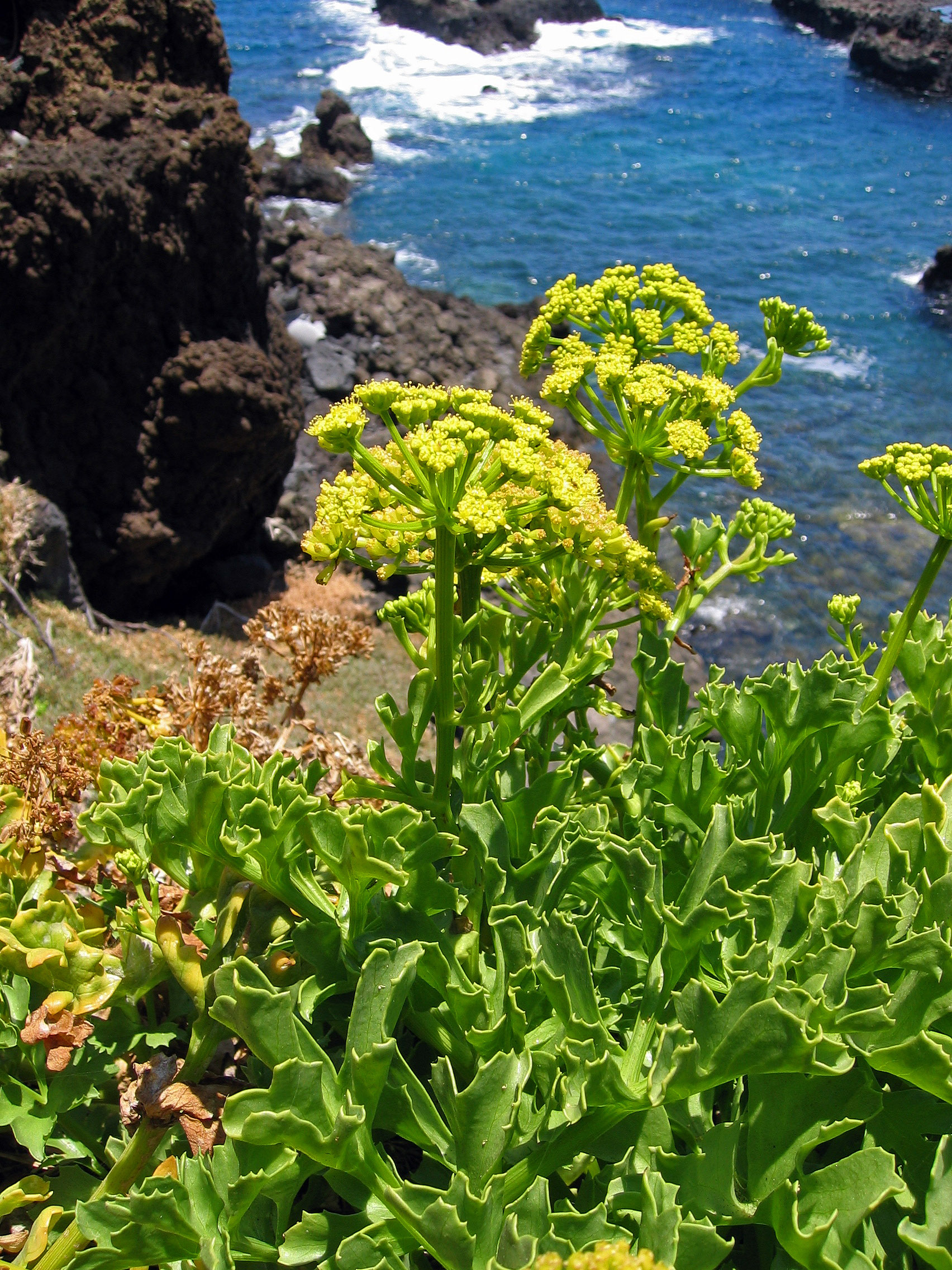
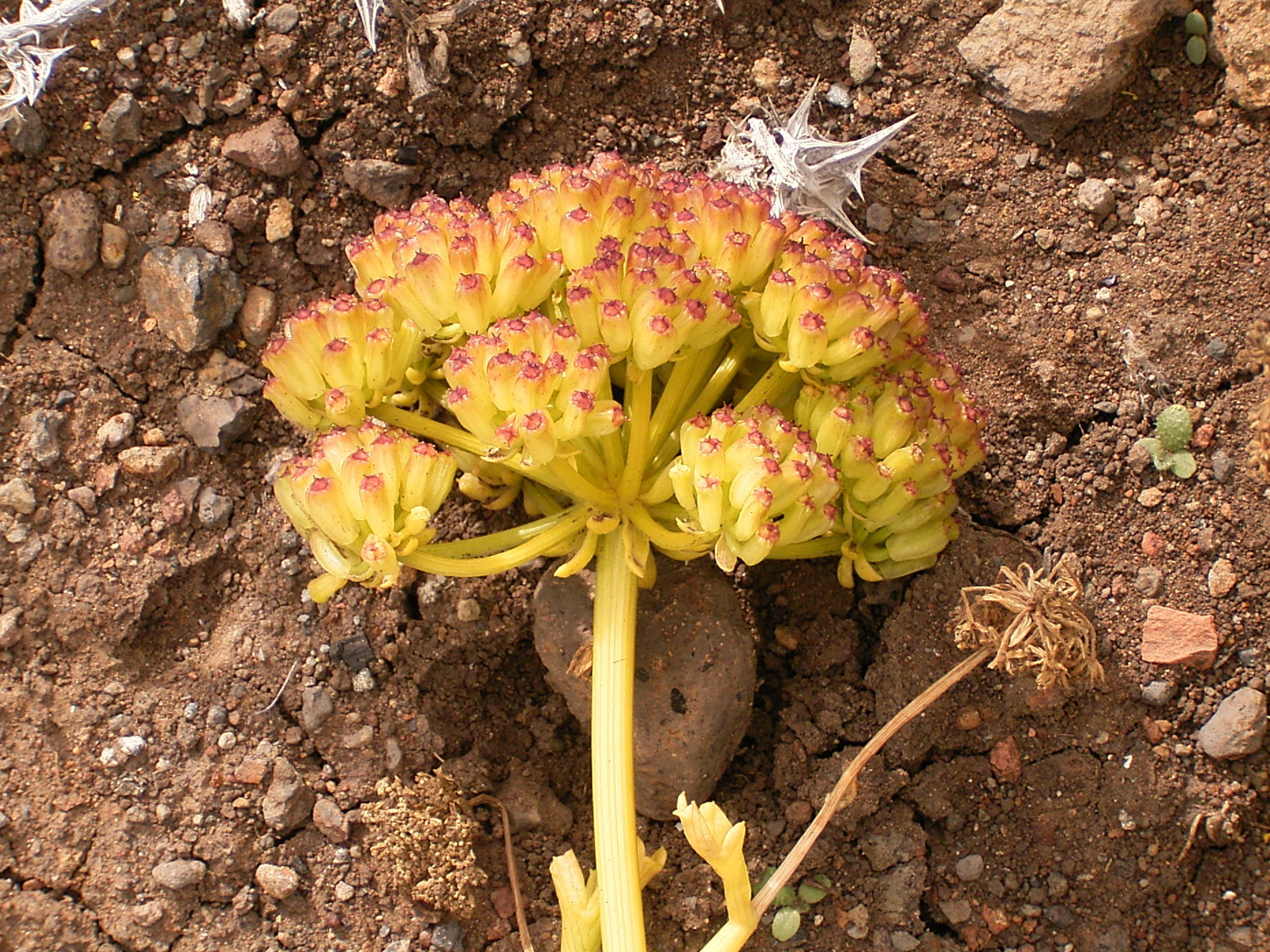
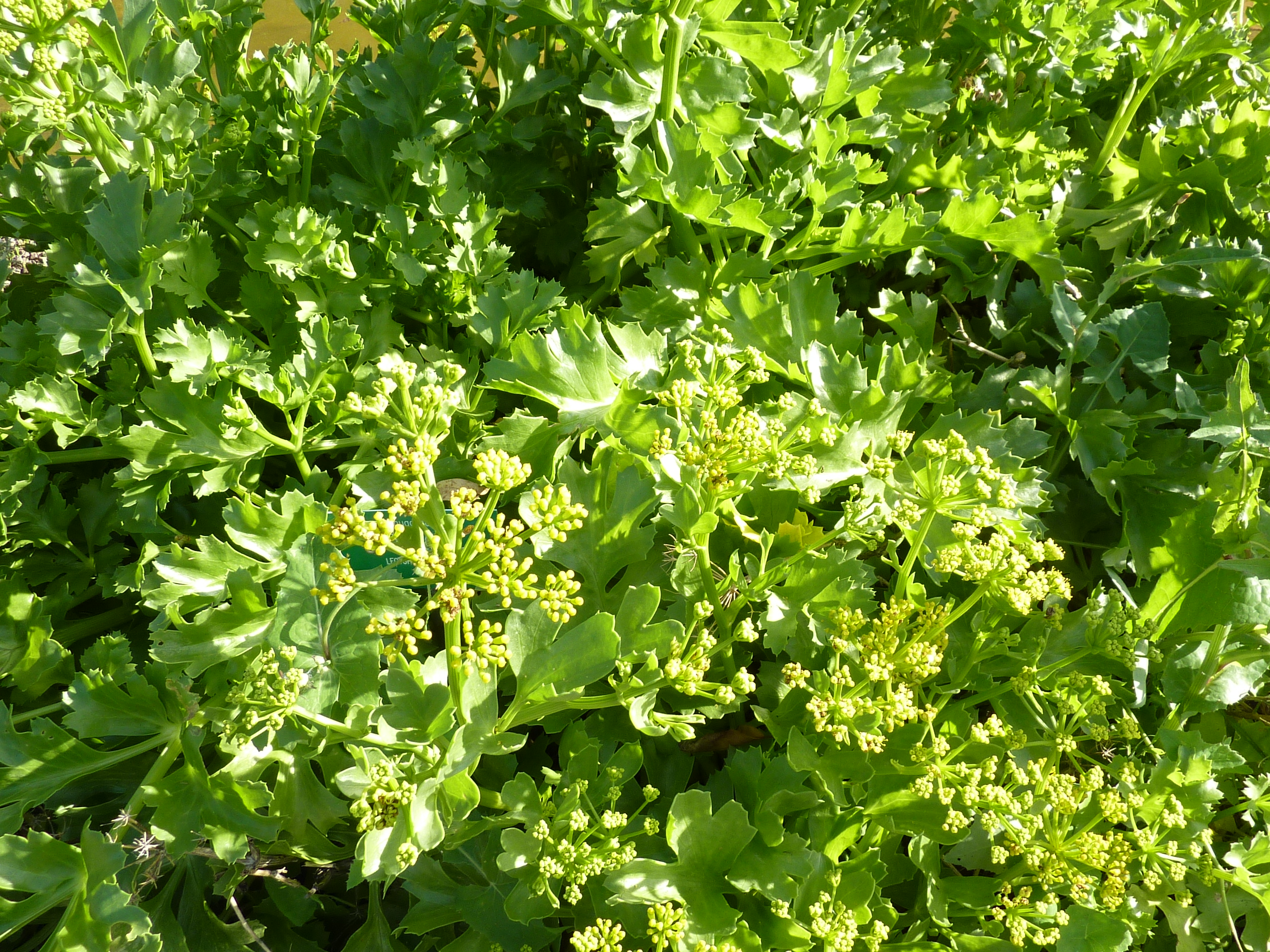
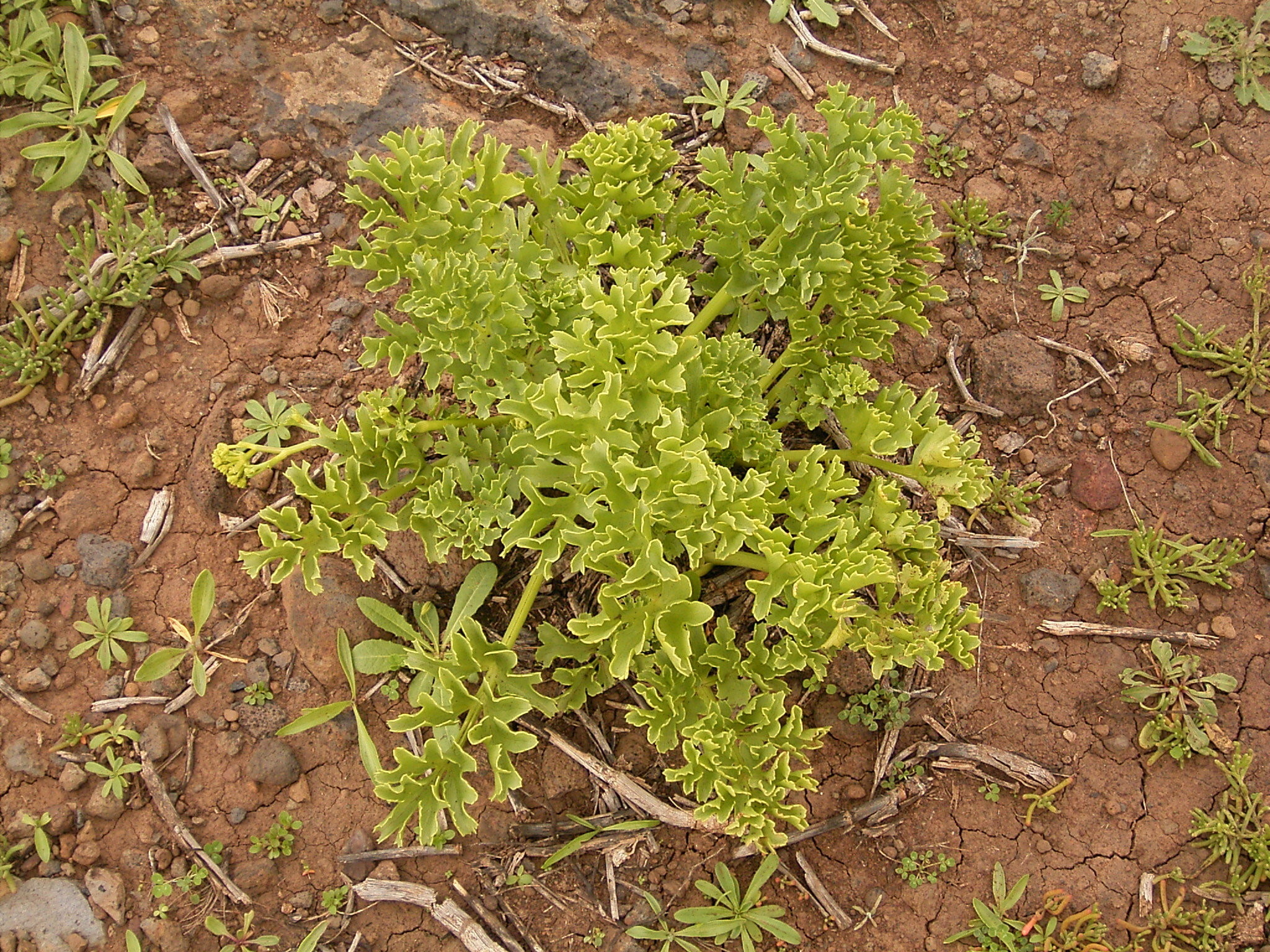